# Rio Brumado (Minas Gerais)
O rio Brumado é um curso de água do estado brasileiro de Minas Gerais que deságua no rio Paraopeba.